# Samuel Usque
Samuel Usque (séculos XV-XVI) foi um judeu português, cujos antepassados (como ele próprio diz) tinham fugido de Castela. 
Provavelmente nasceu em Lisboa, mas depois fugiu ao Santo Ofício e viveu durante algum tempo em Ferrara. Aí foi publicada a sua única obra conhecida, Consolação às Tribulações de Israel (1553), impressa por Abraão Usque, cujo parentesco com Samuel ainda não está esclarecido. Note-se que Abraham aben Usque também publicou, em 1554, a célebre obra de Bernardim Ribeiro, Menina e Moça.

## Obra Consolaçam às Tribulaçoens de Israel
Nesta obra serve-se de uma prosa inspirada nos textos bíblicos, na literatura sagrada e nos clássicos, para contar a história de do povo judeu, mártir e perseguido e ao mesmo tempo declara a esperança de atingirem a Terra Santa. 
Practicamente desconhecida em Portugal e pelo mundo fora, é uma obra prima da literatura portuguesa e sefardita. Foi dedicada por Samuel Usque à sua nobre compatriota Gracia Mendes.
Apresenta-se sob a forma discursiva do Diálogo e desenvolve-se em três partes ou Diálogos sucessivos:
- O primeiro diálogo denomina-se "«Dialogo pastoril sobre as cousas da Sagrada Escritura";
- O segundo diálogo é "«Dialogo Segundo no qual se trata a redeficação da segunda casa e todo seu sucesso tee ser por Tito destruída";
- O terceiro designa-se "«Dialogo Terceiro no qual se trata desde a perda da segunda casa destroida pellos romanos, quãtas tribulações padeceo Israel tee este dia".

### Personagens
- Icabo (anagrama de Iacob ou Jacob) que personifica Israel;
- Pastores Numeo e Zicareo, isto é, os profetas bíblicos Naum e Zacarias.